# Peru (Vermont)
Peru és una població dels Estats Units a l'estat de Vermont. Segons el cens del 2000 tenia 416 habitants.

## Demografia
Segons el cens del 2000, Peru tenia 416 habitants, 157 habitatges, i 118 famílies. La densitat de població era de 4,3 habitants per km².
Dels 157 habitatges en un 35,7% hi vivien nens de menys de 18 anys, en un 66,2% hi vivien parelles casades, en un 5,1% dones solteres, i en un 24,8% no eren unitats familiars. En el 17,2% dels habitatges hi vivien persones soles el 7,6% de les quals corresponia a persones de 65 anys o més que vivien soles. El nombre mitjà de persones vivint en cada habitatge era de 2,65 i el nombre mitjà de persones que vivien en cada família era de 3,03.
Per edats la població es repartia de la següent manera: un 25,7% tenia menys de 18 anys, un 5% entre 18 i 24, un 26,4% entre 25 i 44, un 27,9% de 45 a 60 i un 14,9% 65 anys o més.
L'edat mediana era de 41 anys. Per cada 100 dones de 18 o més anys hi havia 98,1 homes.
La renda mediana per habitatge era de 47.188 $ i la renda mediana per família de 54.063 $. Els homes tenien una renda mediana de 31.000 $ mentre que les dones 25.208 $. La renda per capita de la població era de 28.546 $. Cap de les famílies i el 0,7% de la població estaven per davall del llindar de pobresa.